# Episodi di Carovana
La prima e unica stagione della serie televisiva Carovana (Stagecoach West) è andata in onda negli Stati Uniti dal 4 ottobre 1960 al 27 giugno 1961 su ABC.
| nº | Titolo originale         | Prima TV USA     | Titolo italiano | Prima TV Italia |
| -- | ------------------------ | ---------------- | --------------- | --------------- |
| 1  | High Lonesome            | 4 ottobre 1960   |                 |                 |
| 2  | The Land Beyond          | 11 ottobre 1960  |                 |                 |
| 3  | Dark Return              | 18 ottobre 1960  |                 |                 |
| 4  | The Unwanted             | 25 ottobre 1960  |                 |                 |
| 5  | A Fork in the Road       | 1º novembre 1960 |                 |                 |
| 6  | A Time to Run            | 15 novembre 1960 |                 |                 |
| 7  | Red Sand                 | 22 novembre 1960 |                 |                 |
| 8  | The Saga of Jeremy Boone | 29 novembre 1960 |                 |                 |
| 9  | Life Sentence            | 6 dicembre 1960  |                 |                 |
| 10 | The Storm                | 13 dicembre 1960 |                 |                 |
| 11 | Three Wise Men           | 20 dicembre 1960 |                 |                 |
| 12 | By the Deep Six          | 27 dicembre 1960 |                 |                 |
| 13 | Object: Patrimony        | 3 gennaio 1961   |                 |                 |
| 14 | Come Home Again          | 10 gennaio 1961  |                 |                 |
| 15 | The Brass Lily           | 17 gennaio 1961  |                 |                 |
| 16 | Finn McColl              | 24 gennaio 1961  |                 |                 |
| 17 | Image of a Man           | 31 gennaio 1961  |                 |                 |
| 18 | Not in Our Stars         | 7 febbraio 1961  |                 |                 |
| 19 | The Arsonist             | 14 febbraio 1961 |                 |                 |
| 20 | Songs My Mother Told Me  | 21 febbraio 1961 |                 |                 |
| 21 | The Root of Evil         | 28 febbraio 1961 |                 |                 |
| 22 | The Outcasts             | 7 marzo 1961     |                 |                 |
| 23 | The Remounts             | 14 marzo 1961    |                 |                 |
| 24 | House of Violence        | 21 marzo 1961    |                 |                 |
| 25 | The Butcher              | 28 marzo 1961    |                 |                 |
| 26 | Fort Wyatt Crossing      | 4 aprile 1961    |                 |                 |
| 27 | A Place of Still Waters  | 11 aprile 1961   |                 |                 |
| 28 | Never Walk Alone         | 18 aprile 1961   |                 |                 |
| 29 | The Big Gun              | 25 aprile 1961   |                 |                 |
| 30 | The Dead Don't Cry       | 2 maggio 1961    |                 |                 |
| 31 | The Raider               | 9 maggio 1961    |                 |                 |
| 32 | Blind Man's Bluff        | 16 maggio 1961   |                 |                 |
| 33 | The Bold Whip            | 23 maggio 1961   |                 |                 |
| 34 | The Orphans              | 30 maggio 1961   |                 |                 |
| 35 | The Guardian Angels      | 6 giugno 1961    |                 |                 |
| 36 | The Swindler             | 13 giugno 1961   |                 |                 |
| 37 | The Renegades            | 20 giugno 1961   |                 |                 |
| 38 | The Marker               | 27 giugno 1961   |                 |                 |

## High Lonesome
- Prima televisiva: 4 ottobre 1960

### Trama
- Guest star: Norman Leavitt (Gabe), Stafford Repp (Mr. Callahan), Jane Greer (Kathleen Kane), James Best (Les Hardeen), Paul Engle (Tom Osgood, Jr.), Robert F. Simon (Tom Osgood, Sr.), Henry Wills (Hank - Eastbound Stage Driver)

## The Land Beyond
- Prima televisiva: 11 ottobre 1960

### Trama
- Guest star: Lester Dorr (Station Agent), Don Kennedy (Bret), Gigi Perreau (Sarah Lou Proctor), Robert Harland (Lin Proctor), John Anderson (Cole Dawson), John Litel (Dan Murchison), Lane Bradford (Swede), Fred Sherman (impiegato dell'hotel)

## Dark Return
- Prima televisiva: 18 ottobre 1960

### Trama
- Guest star: Troy Melton (lavoratore nel ranch), Alan Wells (Hap Slocum), Billy Gray (Frankie Niles), John Kellogg (Jed Culver), John Litel (Dan Murchison), Frank Wilcox (Mr. Jessup), Shirley O'Hara (Mrs. Jessup), James Hyland (Stanley Culver), Robert Carson (Henry Niles), Cap Somers (frequentatore bar)

## The Unwanted
- Prima televisiva: 25 ottobre 1960

### Trama
- Guest star: Cactus Mack (cittadino), Ethan Laidlaw (spettatore processo), Tammy Marihugh (Sara Kelly), Gerald Mohr (Ben Marble), John Litel (Dan Murchison), Richard Crane (Johnny Kelly), Paul Busch (Jacob Zoss), Ella Ethridge (Ella Murchison), Bethel Leslie (Mary Kelly), Cap Somers (spettatore processo)

## A Fork in the Road
- Prima televisiva: 1º novembre 1960

### Trama
- Guest star: Olan Soule (Cal), Riley Hill (Marty), Jack Warden (Stacey Gibbs), Jack Elam (Clell), Richard Devon (Ohio), Joseph V. Perry (Somerset), Charles Morton (Billy - Stableman)

## A Time to Run
- Prima televisiva: 15 novembre 1960

### Trama
- Guest star: Lester Dorr (McGonigle), Maxine Cooper (Lucinda St. Clair), Cesar Romero (Manolo Lalanda), Steven Marlo (Joe Brandy), Than Wyenn (Nacho), Richard Coogan (maggiore Leslie St. Clair), William Schallert (Aeneas Longbridge), Guy Wilkerson (Haddlebird), Barbara Nichols (Sadie Wren)

## Red Sand
- Prima televisiva: 22 novembre 1960

### Trama
- Guest star: Warren Vanders (guardia), Dean Jones (Joe Brady), Diana Millay (Martha Whitlock), Edgar Buchanan (Lum Jensen), Guy Stockwell (sergente Williams), John Damler (Doc), Harold J. Stone (Tanner)

## The Saga of Jeremy Boone
- Prima televisiva: 29 novembre 1960

### Trama
- Guest star: Ray Jones (cittadino), Marti Stevens (Felicia Sparks), Ben Cooper (Jeremy Boone), Steve Brodie (Deuce Stone), John Litel (Dan Murchison), Hugh Sanders (Nathan Bright), Sheila Pinkham (Sally Philpotts), Joseph Mell (George), Joe Conley (Henry), Jack Tornek (cittadino)

## Life Sentence
- Prima televisiva: 6 dicembre 1960

### Trama
- Guest star: Sydney Smith (Doc Apperson), Robert Stevenson (Marshal Hugh Strickland), Harry Townes (Toby Reese), Virginia Grey (Clara Calloway), Bruce Gordon (Leo Calloway), Ray Jones (cittadino)

## The Storm
- Prima televisiva: 13 dicembre 1960

### Trama
- Guest star: Robert Stevenson (Marshal Hugh Strickland), J. Pat O'Malley (Doc Apperson), Beverly Garland (Sherry Hilton), Tom Drake (Selby Moss), Damian O'Flynn (banchiere Marlow)

## Three Wise Men
- Prima televisiva: 20 dicembre 1960

### Trama
- Guest star: Olan Soule (Cal), Bryan Russell (Michael Crawford), Dick York (Webb Crawford), Ellen Clark (Susan Crawford), Denver Pyle (Hewitt), Arthur Batanides (Boone), Harry Lauter (Doyle), Betsy Robinson (Julie Crawford), Fred Essler (Adolph Strauss)

## By the Deep Six
- Prima televisiva: 27 dicembre 1960

### Trama
- Guest star: Gina Gillespie (Annie Walker), Joseph Ruskin (Clyde Hardisty), Mort Mills (Martin), Ashley Cowan (Liverpool Jack), Walter Sande (Torrey), Ross Elliott (Frank Walker), Catherine McLeod (Emily Walker), Joan Elan (Molly Moriarty), Thomas Browne Henry (Doc Anderson)

## Object: Patrimony
- Prima televisiva: 3 gennaio 1961

### Trama
- Guest star: Olan Soule (Cal), Wally Brown (Steve Tinker), Robert Vaughn (Beaumont Butler Buell), Pippa Scott (Susan McLord), Dennis Patrick (insegnante), Warren Oates (Billy Joe), Than Wyenn (Pasaquindice), George N. Neise (Lionel Chambers), T.M. McBride (Steve McLord), Dave Willock (Duncan), Stephen Courtleigh (Marshal)

## Come Home Again
- Prima televisiva: 10 gennaio 1961

### Trama
- Guest star: Barbara Hines (Flossie), John Craven (impiegato dell'hotel), Lisa Kirk (Deborah Cotton), James Coburn (Sam Murdock), Joyce Jameson (Angie LaJoy), John Litel (Dan Murchison), Reba Waters (Abigail Cotton), Dick Rich (Adam Dean)

## The Brass Lily
- Prima televisiva: 17 gennaio 1961

### Trama
- Guest star: Jack Stoney (frequentatore bar), Bing Russell (Norman's Sidekick), Jean Hagen (Lilly de Milo), Robert Strauss (Vernon Mibbs), Robert J. Wilke (Taylor Norman), John Litel (Dan Murchison), John Sutton (Rexford Jasper), Ethan Laidlaw (frequentatore bar), Cactus Mack (frequentatore bar), Rod McGaughy (frequentatore bar), Jack Tornek (frequentatore bar)

## Finn McColl
- Prima televisiva: 24 gennaio 1961

### Trama
- Guest star: Dan Sheridan (Fitzpatrick), Barry Kelley (colonnello Murphy), Sean McClory (Finn McColl), Hazel Court (Mrs. Allison), John Sutton (Robert. Allison), Denny Miller (Dunn)

## Image of a Man
- Prima televisiva: 31 gennaio 1961

### Trama
- Guest star: Cap Somers (frequentatore bar), John Cliff (Saloon Tough), Thomas Mitchell (Ethan Blount), John Milford (Cord), DeForest Kelley (Clay Henchard), Dabbs Greer (Reider), Regis Toomey (reverendo Williams), Robert Brubaker (sceriffo Costa), J. Edward McKinley (giudice Henry Barron), John Dehner (Drake Henchard), Rex Andrews (frequentatore bar), Jack Stoney (frequentatore bar)

## Not in Our Stars
- Prima televisiva: 7 febbraio 1961

### Trama
- Guest star: Paul Carr (Jason Sutter), Karen Green (Lucy Carr), Jay C. Flippen (Aaron Sutter), Lon Chaney Jr. (Ben Wait), Whit Bissell (dottor Frederick Ainsworth), J. Edward McKinley (senatore Lucius Carr), Stanja Lowe (Melinda Carr), Hampton Fancher (Adam Sutter), Skip Ward (Samuel Sutter)

## The Arsonist
- Prima televisiva: 14 febbraio 1961

### Trama
- Guest star: Ralph Moody (Lawrence Barker), Adele Mara (Sally Burke), James Dunn (Jethrow Burke), James Best (Jack Craig), Olan Soule (Cal)

## Songs My Mother Told Me
- Prima televisiva: 21 febbraio 1961

### Trama
- Guest star: Jean Howell (Mrs. Harvey), Harry Lauter (North), Arthur O'Connell (Matt Dexter), Richard Devon (Ralston), John Litel (Dan Murchison), John Damler (Marshal)

## The Root of Evil
- Prima televisiva: 28 febbraio 1961

### Trama
- Guest star: Robert Bice (Mr. Littlejohn), Don Haggerty (capitano Jackson Lee), Philip Carey (maggiore Ralph Barnes), Rachel Ames (Cecilia Barnes), Linda Lawson (Stella Smith), John Dehner (Sandy Campbell)

## The Outcasts
- Prima televisiva: 7 marzo 1961

### Trama
- Guest star: Gordon Jones (Jake Slocum), Olan Soule (Cal), Don Dubbins (Ken Rawlins), Joanna Barnes (Ruby Sanders), Robert Stevenson (Marshal Hugh Strickland), Lyle Talbot (Hal Franklin), Hollis Irving (Cora Temple), Stacy Harris (Mack Knowles)

## The Remounts
- Prima televisiva: 14 marzo 1961

### Trama
- Guest star: Don C. Harvey (maggiore Mark Richmond), Lester Dorr (McGonigle), James Beck (Clete Henry), Don Burnett (Hutch Barnett), Mort Mills (Griz), Richard Devon (Hody), James Griffith (cowboy), Chris Alcaide (Reb), Jackie Russell (ragazza), Gregg Barton (Big Saloon Brawler)

## House of Violence
- Prima televisiva: 21 marzo 1961

### Trama
- Guest star: Grandon Rhodes (senatore Cartwright), Peter Leeds (Ralph Berger), Jack Lord (Russ Doty), Robert Stevenson (Marshal Hugh Strickland), Marion Ross (Margaret Cartwright), George Keymas (Lew Brink), Olan Soule (Cal), Charles Horvath (Spinner)

## The Butcher
- Prima televisiva: 28 marzo 1961

### Trama
- Guest star: Than Wyenn (Angel), Rodolfo Hoyos Jr. (Domingo), Jack Lord (Johnny Dane), Christopher Dark (Abraham Fontaine), Dodie Heath (Linda Barton), Frank Ferguson (Sherriff Doolin), John Dehner (colonnello Sam Carlin)

## Fort Wyatt Crossing
- Prima televisiva: 4 aprile 1961

### Trama
- Guest star: Warren Oates (Trooper Haig), Steven Terrell (Julian Tibbs), Lawrence Dobkin (capitano Eli), Madlyn Rhue (Maria Lorenz), Alvy Moore (J. J. Brester), Holly Bane (Trooper Quart)

## A Place of Still Waters
- Prima televisiva: 11 aprile 1961

### Trama
- Guest star: Edward Binns (reverendo Jim Hallett), Lane Chandler (sceriffo), Darren McGavin (Pierce Martin), John Litel (Dan Murchison), Stafford Repp (Marshal), Tom Gilson (Tom), Burt Douglas (Sam), Chuck Roberson (Matt), Jimmy Noel (cittadino)

## Never Walk Alone
- Prima televisiva: 18 aprile 1961

### Trama
- Guest star: Cliff Fields (Mail Clerk), Frank Kreig (Charlie), William Campbell (Cole Eldridge), Karen Sharpe (Ruby Walker), Lee Van Cleef (Lin Hyatt), Claire Carleton (Siwash Annie), Alan Wells (Fargo), Bing Russell (Jacks), Kenneth Becker (Ferber), Bob Morgan (Sloan), Peter Brocco (impiegato), Wally Vernon (professore), Jack Stoney (frequentatore bar)

## The Big Gun
- Prima televisiva: 25 aprile 1961

### Trama
- Guest star: Hal Baylor (Big Jim), Bing Russell (Fritz), Cesar Romero (colonnello Francisco Martinez), DeForest Kelley (tenente Clarke), BarBara Luna (Chiquita), Jonathan Bolt (Jojo), Gale Garnett (Rosa), Ethan Laidlaw (cittadino)

## The Dead Don't Cry
- Prima televisiva: 2 maggio 1961

### Trama
- Guest star: Jon Lormer (Liveryman), Mary Tyler Moore (Linda Anson), James Best (Mike Pardee), King Calder (Marshal), Harry Lauter (sceriffo George Woods), Guy Wilkerson (cercatore), Todd Lasswell (Sam Perry)

## The Raider
- Prima televisiva: 9 maggio 1961

### Trama
- Guest star: William Phipps (Tom Coogan), Jimmy Lydon (Gil Soames), Henry Silva (Mel Harney), Jan Shepard (Emily Prince), Norman Leavitt (Adam)

## Blind Man's Bluff
- Prima televisiva: 16 maggio 1961

### Trama
- Guest star: Charles Horvath (Hand Wrestler), Robert Anderson (Hand Wrestler), James Drury (Stace), Ruta Lee (Della Bell), Whit Bissell (Harmony Bell), Dabbs Greer (Foster), Lloyd Kino (Sing), Tyler McVey (dottor Tannen), Dave Willock (impiegato), Cactus Mack (frequentatore bar)

## The Bold Whip
- Prima televisiva: 23 maggio 1961

### Trama
- Guest star: John Damler (capitano Conley), James Beck (soldato Briggs), John Kellogg (Rupe Larned), Carolyn Kearney (Anne Marston), Olan Soule (Cal), Eugene Mazzola (Little Fox), Mike Mason (tenente Marston)

## The Orphans
- Prima televisiva: 30 maggio 1961

### Trama
- Guest star: Alan Wells (Egan), Joseph V. Perry (Bates), Robert Cabal (Jaime Toreno), Linda Dangcil (Angela Toreno), John Milford (Hogan), Raoul De Leon (Manola Torena)

## The Guardian Angels
- Prima televisiva: 6 giugno 1961

### Trama
- Guest star: Robert Foulk (Sam Jason), Thomas Browne Henry (Mr. Garrity), Steve Brodie (Casey Dunlap), Malcolm Atterbury (reverendo Joshua Jessop), Max Showalter (David Harkness), Robert Stevenson (Marshall Hugh Strickland), Harry Lauter (capitano Avery), Walter Kinsella (Abel Morgan), Michael Fox (Cooper), Rod McGaughy (cittadino)

## The Swindler
- Prima televisiva: 13 giugno 1961

### Trama
- Guest star: Charles Horvath (Trask), Chris Alcaide (Hogart), Dennis Patrick (Hollis Collier), Jean Willes (Hilda Loring), Adam Williams (Arnie Ames), John Litel (Dan Murchison), Wally Brown (Charlie)

## The Renegades
- Prima televisiva: 20 giugno 1961

### Trama
- Guest star: Hal Baylor (Jim Horton), Paul Carr (Larry Crowe), Richard Devon (Ed Bush), Warren Oates (Tom Lochlin), Ed Kemmer (Dan Pollier), Tristram Coffin (maggiore Donovan), Lane Bradford (sergente)

## The Marker
- Prima televisiva: 27 giugno 1961

### Trama
- Guest star: I. Stanford Jolley (Johnson Bogart), Hal Baylor (Saloon Brawler), Ruta Lee (Jenny Forbes), Mort Mills (Mingo), Olan Soule (Cal), Robert Stevenson (Marshal Hugh Strickland), Jack Stoney (frequentatore bar)